# Cabo Farruch
Cabo Farruch är en udde i Spanien.   Den ligger i regionen Balearerna, i den östra delen av landet, 600 km öster om huvudstaden Madrid. Cabo Farruch ligger på ön Mallorca.
Terrängen inåt land är lite kuperad. Havet är nära Cabo Farruch åt nordväst. Runt Cabo Farruch är det ganska glesbefolkat, med 45 invånare per kvadratkilometer. Närmaste större samhälle är Artà, 10,5 km söder om Cabo Farruch. 